# 板東洋介
板東 洋介（ばんどう ようすけ、1984年-）は、日本の哲学者。専門は、哲学倫理・精神分析・身体論・日本近世思想史。筑波大学人文社会系准教授。博士（文学）（東京大学）。兵庫県明石市出身。

## 略歴
1984年兵庫県生まれ。2002年、東京大学文科三類入学。2007年、東京大学文学部卒業（思想文化学科哲学専修課程）。2012年3月、東京大学人文社会系研究科博士課程単位取得満期退学（基礎文化研究専攻倫理学専門分野）。2014年3月、論文「表現する人間 : 徂徠学派から賀茂真淵への思想的継受関係についての一研究」で東京大学博士（文学）。その後、皇學館大学文学部神道学科准教授を経て、現在筑波大学人文社会系准教授。

## 受賞
- 2010年　日本倫理学会和辻賞（論文部門）「和歌・物語の倫理的意義について─本居宣長の「もののあはれ」論を手がかりに」
- 2019年　第41回サントリー学芸賞（思想・歴史部門）『徂徠学派から国学へ─表現する人間』
- 2020年　第14回日本思想史学会奨励賞『徂徠学派から国学へ─表現する人間』

## 著書
- 『徂徠学派から国学へ 表現する人間』（ぺりかん社） 2019年
- 『谷崎潤一郎』（清水書院、人と思想198） 2020年

### 参加協力
- 『和辻哲郎の人文学』（ナカニシヤ出版） 2021年